# Milan Škriniar
Milan Škriniar (* 11. února 1995 Žiar nad Hronom) je slovenský profesionální obránce, který hraje na pozici středního obránce za turecký klub Fenerbahçe SK a za slovenský národní tým.

Za rok 2016 vyhrál cenu Petra Dubovského, která se na Slovensku uděluje nejlepšímu slovenskému hráči do 21 let. V roce 2021 vyhrál s Interem Milán italskou ligu a v roce 2024 vyhrál s PSG francouzskou ligu.

## Klubová kariéra
Svoji fotbalovou kariéru začal v klubu FK Žiar nad Hronom. Ve svých 12 letech přestoupil do MŠK Žilina, kde později debutoval v dospělém fotbale a zahrál si i evropské poháry. V sezóně 2011/12 vyhrál se Žilinou double, čili ligový titul a vítězství v domácím poháru (ačkoli během sezóny mnoho zápasů neodehrál).
V roce 2013 hostoval v týmu FC ViOn Zlaté Moravce.

### Sampdoria Janov
V lednu 2016 přestoupil ze Žiliny do italského prvoligového klubu UC Sampdoria z Janova, kde se stal spoluhráčem krajana Dávida Ivana. V italských médiích se uváděla přestupová částka 1 milion eur. Za Sampdorii odehrál sezónu a půl a stal se oporou zadních řad.

### Inter Milán
V červenci 2017 přestoupil ze Sampdorie do Interu Milán. Podle agenta Karola Csontó šlo o částku 23 milionů eur (s bonusy 25 milionů), což by z transakce dělalo nejdražší přestup slovenského fotbalisty, byl by překonán rekord Vratislava Greška, jehož transfer z Interu Milán do Parmy v roce 2002 stál 21,5 milionů eur. Podle italských médií činila částka 18 milionů eur + Inter poslal nádavkem do Sampdorie záložníka Gianlucu Caprariho. V Interu podepsal Škriniar smlouvu na 5 let.
V lize proti Bologni 2. listopadu 2019 odehrál Škriniar 100. utkání za Inter Milán napříč všemi soutěžemi, nakonec to bylo utkání vítězné. Platilo navíc, že všechny započal v základní sestavě a v 39 takových utkáních neobdrželo jeho mužstvo gól.
V sezóně 2020/21 slavil s Interem mistrovský titul. Celkem odehrál 32 zápasů a vstřelil 3 góly.
Mistr italské ligy si na podzim roku 2021 opět zahrál základní skupinu Ligy mistrů. Škriniar během této kampaně vstřelil svůj první gól v této soutěži, když 3. listopadu pomohl zdolat 3:1 Šerif Tiraspol. Trenér Simone Inzaghi s týmem dosáhl jarního osmifinále, ve kterém Inter nestačil na Liverpool. Po domácí prohře 0:2 vyhrál Inter na anglické půdě 1:0 a právě v odvetě se stal Škriniar nejlepším hráčem zápasu.
První trofej v sezóně 2021/22 získal s Interem 12. ledna 2022. Inter se zmocnil italského superpoháru po výhře 2:1 v prodloužení nad Juventusem.

### Paris Saint-Germain FC
Dne 30. června 2023 Škriniar přestoupil z Interu Milán do PSG. Dne 28. dubna 2024 získál s PSG mistrovský titul.

## Reprezentační kariéra
Nastupoval za slovenské mládežnické reprezentace včetně U21. Se slovenskou „jedenadvacítkou“ slavil v říjnu 2016 postup na Mistrovství Evropy 2017 v Polsku. Na evropském šampionátu Slovensku těsně unikl postup ze základní skupiny A do semifinále, Škriniar se jako jediný Slovák dostal do jedenáctičlenné All-star sestavy turnaje.
V květnu 2016 jej trenér slovenského reprezentačního A-mužstva Ján Kozák zařadil do 27členné nominace pro soustředění v Rakousku před EURO 2016. 27. května 2016 debutoval pod trenérem Jánem Kozákem ve slovenském národním týmu v přípravném utkání v rakouském Welsu proti reprezentaci Gruzie vedené trenérem Vladimírem Weissem (výhra 3:1). O dva dny později byl u výhry 3:1 v dalším přípravném zápase v Augsburgu proti domácímu Německu.

### EURO 2016
Trenér Ján Kozák jej vzal na EURO 2016 ve Francii, kam se Slovensko probojovalo poprvé v éře samostatnosti.
V prvním utkání proti Walesu (prohra 1:2) a ve druhém zápase proti Rusku (výhra 2:1) nenastoupil. Objevil se až v posledním zápase základní skupiny proti Anglii, utkání skončilo skončilo remízou 0:0. Slovenští fotbalisté skončili se 4 body na třetím místě tabulky, v osmifinále se představili proti reprezentaci Německa (porážka 0:3, Škriniar hrál), a s šampionátem se rozloučili.

### Po Euru 2016
V říjnu 2018, po prohře s Českem (1:2) v utkání Ligy národů, spolu s několika spoluhráči navštívil noční klub. Vzniklý skandál odnesl hlavní trenér Ján Kozák, který rezignoval.

### EURO 2020
Na EURO 2020 byl nominován trenérem Štefanem Tarkovičem po přípravném utkání s Bulharskem a měl patřit k lídrům slovenského mužstva.

### Reprezentační zápasy
Zápasy Milana Škriniara za A-mužstvo Slovenska
| 2016               | 7  | 0 |
| 2017               | 5  | 0 |
| 2018               | 10 | 0 |
| 2019               | 9  | 0 |
| 2020               | 5  | 0 |
| 2021               | 3  | 2 |
| Celkem             | 39 | 2 |
| Platí k 9. 4. 2021 |    |   |

## Úspěchy

### Klubové
MŠK Žilina
- 1× vítěz Corgoň ligy – 2011/12
- 1× vítěz Slovnaft Cupu – 2011/12

Inter Milán
- 1× vítěz Serie A – 2020/21
- 1× vítěz Supercoppa italiana – 2021

### Individuální
- Cena Petra Dubovského – 2016[3]
- Slovenský fotbalista roku – 2019,[26] 2020,[26] 2021[27]
- Tým turnaje UEFA EURO U-21 – 2017[28]